# 이나경 (배우)
이나경(1986년 3월 24일 ~ )은 대한민국의 배우이다. 대한민국 데뷔 전 홍콩에서 모델로 활동했다. 나야라는 예명으로도 활동한 바 있다.
아임쏘리강남구 쉬는시간도중 남자아역배우인 최정후가 강아지풀로 여자연기자선배인 이나경의 얼굴을 간지럽혔다. 그일로 이나경은 미남배우와 키스씬을 촬영못해봤다고.

## 학력
- 전주성심여자고등학교 (졸업)

## 연기 활동

### 드라마
| 연도 | 방송사 | 제목             | 역할            | 비고        |
| ---- | ------ | ---------------- | --------------- | ----------- |
| 2013 | KBS2   | 아이리스 2       | 젊은시절 정수민 | 이보희 아역 |
| 2014 | MBC    | 트라이앵글       | 이수정          |             |
| 2016 | SBS    | 당신은 선물      | 송효림          |             |
| 2016 | SBS    | 아임 쏘리 강남구 | 차영화          |             |
| 2018 | SBS    | 황후의 품격      | 영은            |             |
| 2019 | SBS    | 수상한 장모      | 박다혜          | 특별출연    |
| 2019 | JTBC   | 나의 나라        | 차수            |             |

### 영화
| 연도 | 제목                 | 역할                              | 비고 |
| ---- | -------------------- | --------------------------------- | ---- |
| 2009 | 전우치               | 선녀들                            |      |
| 2009 | 구세주 2             | 신데렐라를 꿈꾸는 오버하는 부킹녀 |      |
| 2011 | 마이 블랙 미니드레스 | 여동창                            |      |
| 2011 | Mr. 아이돌           | 방송국 작가                       |      |
| 2016 | 인천상륙작전         | 여가수                            |      |
| 2020 | 검객                 | 화선                              |      |